# ウィリアム・ジョイス (作家)
ウィリアム・エドワード・ジョイス(William Edward Joyce、1957年12月11日 - ）は、アメリカ合衆国の作家、イラストレーター、映画製作者。イラストはザ・ニューヨーカーの多くの表紙に掲載され、絵はアメリカ全国に展示されている。短編映画『The Fantastic Flying Books of Mr. Morris Lessmore』（2011年）で、第84回アカデミー賞短編アニメーション賞を受賞した。

## キャリア

### 児童文学
『るすばんジョージ ちいさくなる』『Santa Calls(原題)』『きょうりゅうボブくん』『ローリー･ポーリー・オーリー』『The Leaf Men and the Brave Good Bugs(原題)』『ロビンソン一家のゆかいな一日』など50以上の児童書の作・絵がある。
現在、全13冊からなる小説と絵本のシリーズ『The Guardians of Childhood(原題)』を執筆中である。

### 映画とテレビ
ディズニー・チャンネル（プレイハウス・ディズニー放送枠の一部）で放映された、彼の児童書シリーズを基にしたカナダのテレビアニメシリーズ『ローリー・ポーリー・オーリー』で3つのエミー賞を受賞している。2作目の『るすばんジョージ ちいさくなる』原作のテレビシリーズ『George Shrinks(原題)』は、PBS局で毎日放送されていた。
ディズニー／ピクサーの長編映画『トイ・ストーリー』（1995年）と『バグズ・ライフ』（1998年）では、コンセプトキャラクターを制作した。
2001年、ジョイスと『アイス・エイジ』の監督クリス・ウェッジが、著作のひとつ『Santa Calls(原題)』の映画化に失敗した後、二人はコンピューター・アニメーション映画『ロボッツ』（2005）のアイデアを思いついた。ジョイスはクリエイターの一人であると同時に、プロデューサーとプロダクション・デザイナーを務めた。
2005年、Reel FXと共同で長編映画、ビデオゲーム、書籍の制作を行う合弁会社Aimesworth Amusementsを立ち上げた。新会社は、3本の長編映画を製作する計画を発表した。『The Guardians of Childhood(原題)』『The Mischevians(原題)』『きょうりゅうボブくん』の3作である。その最初のプロジェクトである『The Guardians of Childhood』は、ドリームワークス・アニメーションによって長編映画『ガーディアンズ 伝説の勇者たち』に展開された。2012年に公開されたこの作品は、ジョイスの書籍シリーズと監督を務めた短編映画『Man in the Moon(原題)』を基に制作されたものである。
2007年には著書『ロビンソン一家のゆかいな一日』を基にした長編映画『ルイスと未来泥棒』が公開され、ジョン・ラセター、クラーク・スペンサーとともに製作総指揮の一人として参加している。
2009年8月、Reel FXの共同設立者であるブランドン・オルデンバーグとで、シュリーブポートにアニメーションと視覚効果スタジオMOONBOT Studiosを設立した。アカデミー賞を受賞した短編アニメーション映画とiPadアプリ『The Fantastic Flying Books of Mr. Morris Lessmore』を制作した。2012年夏には書籍化された。同スタジオは2012年1月に別のアプリ『Numberlys(原題)』をリリースし、その後ショートフィルムや書籍の制作も発表している。
著書『The Leaf Men』は、ブルースカイ・スタジオによって2013年に『メアリーと秘密の王国』として長編映画化され、脚本、製作総指揮、プロダクション・デザイナーとして参加した。
2021年、視覚効果会社のDNEGが、ジョイス監督、ブライアン・セルズニック脚本の『The Great Gatsby』をアニメ映画化することを発表した。 

## 受賞歴・表彰歴

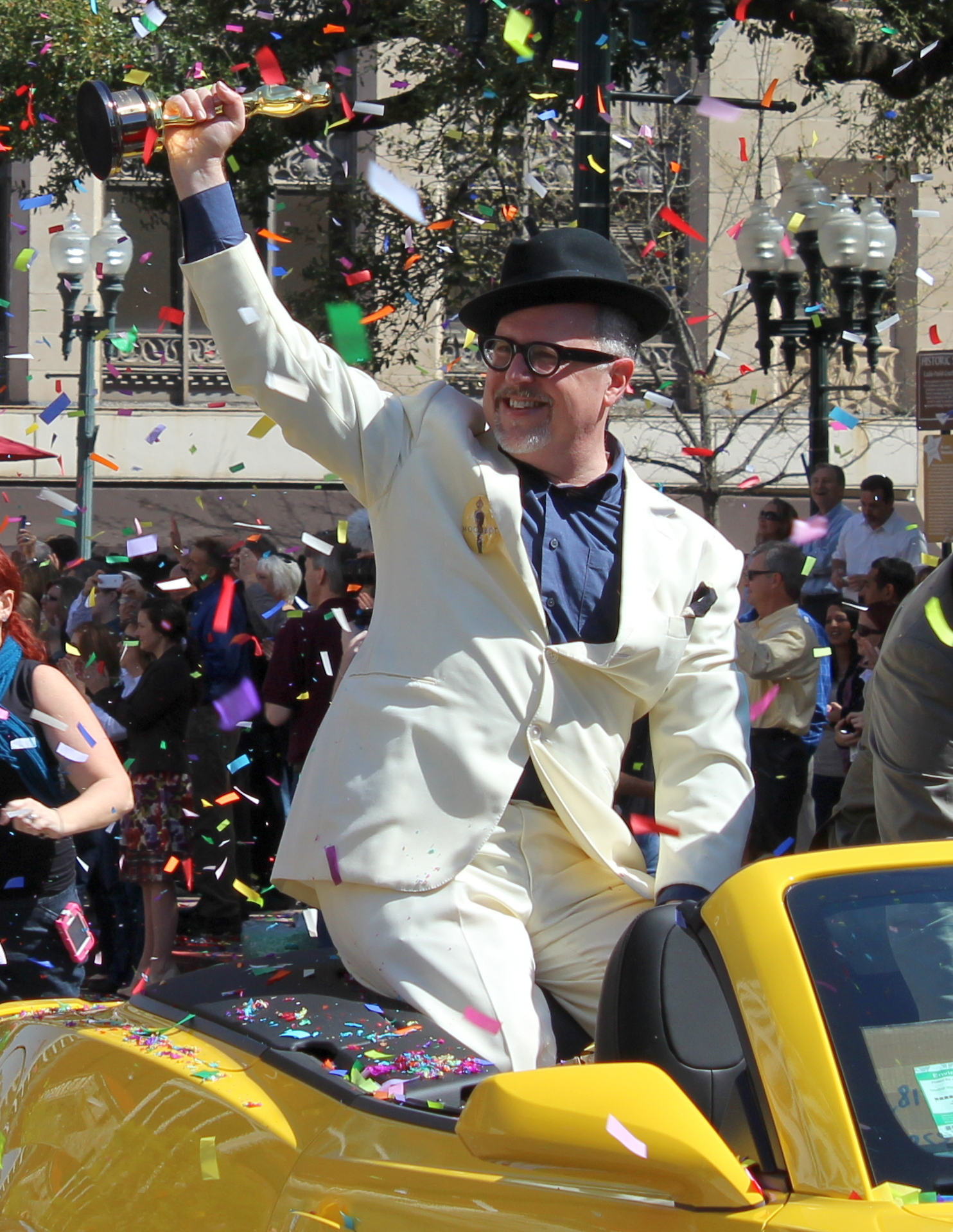
2012年3月、シュリーブポートのダウンタウンで行われたブランドン・オルデンブルグ監督との記念パレードで、短編映画『The Fantastic Flying Books of Mr.Morris Lessmore』でオスカーを手にするジョイス。

"ルイジアナの文学的知的遺産"への永続的な貢献が評価され、2008年ルイジアナ作家賞を受賞した。この賞は2008年10月4日、バトンルージュで開催された2008年ルイジアナ・ブック・フェスティバルのセレモニーで授与された。2012年2月26日、アカデミー賞短編アニメーション部門『The Fantastic Flying Books of Mr. Morris Lessmore』を受賞した。
ニューズウィークでは、「新世紀に注目すべき100人」の一人に選ばれている。

### アカデミー賞
| Year | Nominated work                                    | Category               | Result |
| ---- | ------------------------------------------------- | ---------------------- | ------ |
| 2012 | The Fantastic Flying Books of Mr. Morris Lessmore | アカデミー短編アニメ賞 | 受賞   |

## 私生活
息子のジャクソン・エドワード・ジョイスとルイジアナ州シュリーブポートに住んでいる。彼の娘、メアリー・キャサリンは2010年5月2日に18歳で脳腫瘍で亡くなった。ジョイスが彼女の幼少期に話した話に触発され、後に『The Guardians of Childhood(原題)』シリーズから生み出した映画『ガーディアンズ 伝説の勇者たち』は、「For Mary Katherine Joyce, a Guardian Fierce and True(真のガーディアン　メアリー･K･ジョイスに捧ぐ）」とクレジットされ、彼女の記憶に捧げられた。著書『The Leaf Men and the Brave Good Bugs』を原作とする『メアリーと秘密の王国』の主人公の名前は、彼女の名前が由来である。シュリーブポートの弁護士だった妻フランシス・エリザベス・ボーカム・ジョイスは、筋萎縮性側索硬化症との長い闘いの末、2016年1月20日に55歳で亡くなった。
2006年、ハリケーン・カトリーナとハリケーン・リタの被災者のための募金活動「カトリナリタグラ基金」を設立した。この基金を通じて、未発表のマルディグラのザ・ニューヨーカー誌の表紙のプリントを販売し、利益はすべてルイジアナのアーティストや芸術団体に寄付された。
2020年、ヒラリー・ジョイスと再婚。

## 作品

### 書籍
2017年5月、Atheneum Young Readersから絵本『Bently & Egg』、映画版のタイトルが『ルイスと未来泥棒』となった『A Day with Wilbur Robinson(邦題：ロビンソン一家のゆかいな一日)』、『Dinosaur Bob and His Adventures with the Family Lazardo(邦題：きょうりゅうボブくん)』がリリースされた。いずれもレーベルは「The World of William Joyce」。
注釈: すべての本は、特に表記のない限り、ウィリアム・ジョイスによって書かれたもの。
- My First Book of Nursery Tales, retold 作： マリアーナ・メイヤー（英語版） 絵：ウィリアム・ジョイス (1983)[26]
- Tammy and the Gigantic Fish 作：キャサリン＆ジェームズ・グレイ、絵：ウィリアム・ジョイス (1983)[27]
- Waiting for Spring Stories 作：ベサニー・ロバーツ, 絵：ウィリアム・ジョイス (1984)[28]
- William Joyce's Mother Goose 絵：ウィリアム・ジョイス (1984)[29]
- るすばんジョージちいさくなる(1985)[30]訳：なかがわちひろ
- くつくつどんなくつ？ (1986)作：エリザベス・ウィンスロップ 訳：なかがわ ちひろ
- きょうりゅうボブくん (1988)訳：なかがわちひろ
- くまとハンフリー (1989)作：ジャン・ウォール 絵：ウィリアム・ジョイス 訳：山内智恵子
- Some of the Adventures of Rhode Island Red 作： ステファン・メインズ（英語版）絵：ウィリアム・ジョイス (1990)
- ロビンソン一家のゆかいな一日 (1990) 訳：宮坂宏美
- Nicholas Cricket 作：ジョイス・マックスナー 絵：ウィリアム・ジョイス (1991)
- Bently & Egg (1992)
- Santa Calls (1993)
- Don't Wake the Princess: Hopes, Dreams, and Wishes, Cover art (1993)
- A Wiggly, Jiggly, Joggly Tooth 作：ビル・ホウリー　絵：ウィリアム・ジョイス (1995)
- The Leaf Men and the Brave Good Bugs (1996), Play (premiere at Strand Theatre, Shreveport) - 1998
- Buddy (1997)
- World of William Joyce Scrapbook 作：ウィリアム・ジョイス 写真：フィリップ・グールド、デザイン： クリスティン・ケトナー (1997)
- Life with Bob (board book) (1998)
- Baseball Bob (board book) (1999)
- The Art of Robots (2004)
- The Art of Rise of the Guardians (2012)
- モリス・レスモアとふしぎな空とぶ本 (2012)[31]訳：おびかゆうこ -短編映画「The Fantastic Flying Books of Mr. Morris Lessmore」を基にした絵本。
- The Mischievians (2013)[32]
- The Numberlys, co-illustrated with Christina Ellis (2014)[33]
- A Bean, a Stalk and a Boy Named Jack (2014)[34]
- Billy's Booger (2015)[35]
- Ollie's Odyssey (2016)[36]
- Bently & Egg (2017)[37]

#### 『ローリー・ポーリー・オーリー』シリーズ
1. ローリー･ポーリー・オーリー (1999)訳：早見優
2. Rolie Polie Olie: How Many Howdys? (board book) (1999)
3. Rolie Polie Olie: A Little Spot of Color (board book) (2000)
4. Rolie Polie Olie: Polka Dot! Polka Dot! (board book) (2000)
5. ローリー・ポーリーのゆきのひ (2000)訳：早見優
6. Rolie Polie Olie - Character Books: Olie, Spot, Zowie, Billie (2001)
7. Sleepy Time Olie (2001)
8. Big Time Olie (2002)
9. Busy Books - Peakaboo You!, Rolie Polie Shapes, Be My Pal!, Rocket Up, Rolie! (2002)

#### 『The Guardians of Childhood』シリーズ

##### 小説
1. Nicholas St. North and the Battle of the Nightmare King, written with Laura Geringer (2011) [38]
2. E. Aster Bunnymund and the Warrior Eggs at the Earth's Core! (2012)[39]
3. Toothiana: Queen of the Tooth Fairy Armies (2012)[40]
4. The Sandman and the War of Dreams (2013)[41]
5. Jack Frost: The End Becomes the Beginning (2018)

##### 絵本
1. The Man in the Moon (2011)[42]
2. The Sandman: The Story of Sanderson Mansnoozie (2012)[43]
3. Jack Frost (2015)

## フィルモグラフィー

### 映画
| Year | Title                                                                | Role                                               | Notes                          |
| ---- | -------------------------------------------------------------------- | -------------------------------------------------- | ------------------------------ |
| 1995 | トイ・ストーリー Toy Story                                           |                                                    | コンセプト、アートデザイン     |
| 1997 | Buddy                                                                | 脚本家・共同プロデューサー                         | スクリーン・ストーリー         |
| 1998 | バグズ・ライフA Bug's Life                                           |                                                    | コンセプト、アートデザイン     |
| 2005 | ロボッツRobots                                                       | 原作、プロデューサー 、 プロダクション・デザイナー |                                |
| 2007 | ルイスと未来泥棒Meet the Robinsons                                   | 原作 製作総指揮                                    |                                |
| 2007 | マゴリアムおじさんの不思議なおもちゃ屋Mr. Magorium's Wonder Emporium | プロダクション・デザイナー                         | メインタイトルのシーケンス設計 |
| 2011 | The Fantastic Flying Books of Mr. Morris Lessmore                    | 監督、原作                                         |                                |
| 2012 | ガーディアンズ 伝説の勇者たちRise of the Guardians                   | 原作 製作総指揮                                    |                                |
| 2013 | メアリーと秘密の王国Epic                                             | 原作、 プロダクション・デザイナー、製作総指揮      |                                |
| 2013 | The Scarecrow                                                        | 製作総指揮                                         |                                |
| 2013 | The Numberlys                                                        | 監督、原作                                         |                                |
| 2014 | Silent                                                               | 製作総指揮                                         |                                |
| 2014 | The Cask of Amontillado                                              | 監督                                               |                                |
| 2022 | Mr. Spam Gets a New Hat                                              | 監督                                               |                                |
| TBA  | The Great Gatsby                                                     | 監督                                               | アニメ映画化                   |

### TVシリーズ
| Year      | Title                                        | Role | Notes                                           |
| --------- | -------------------------------------------- | ---- | ----------------------------------------------- |
| 1998–2004 | ローリー・ポーリー・オーリーRolie Polie Olie |      | 同名の自著原作。                                |
| 2000–2003 | George Shrinks                               |      | 同名の自著(るすばんジョージちいさくなる）原作。 |

### 配信
| Year | Title            | Role | Notes                               |
| ---- | ---------------- | ---- | ----------------------------------- |
| 2022 | オリーLost Ollie |      | 自身の著作「Ollie's Odyssey」原作。 |